# Rue Carnot (Suresnes)
Pour l’article homonyme, voir Rue Carnot.
La rue Carnot est une voie publique de la commune de Suresnes, dans le département français des Hauts-de-Seine.

## Situation et accès

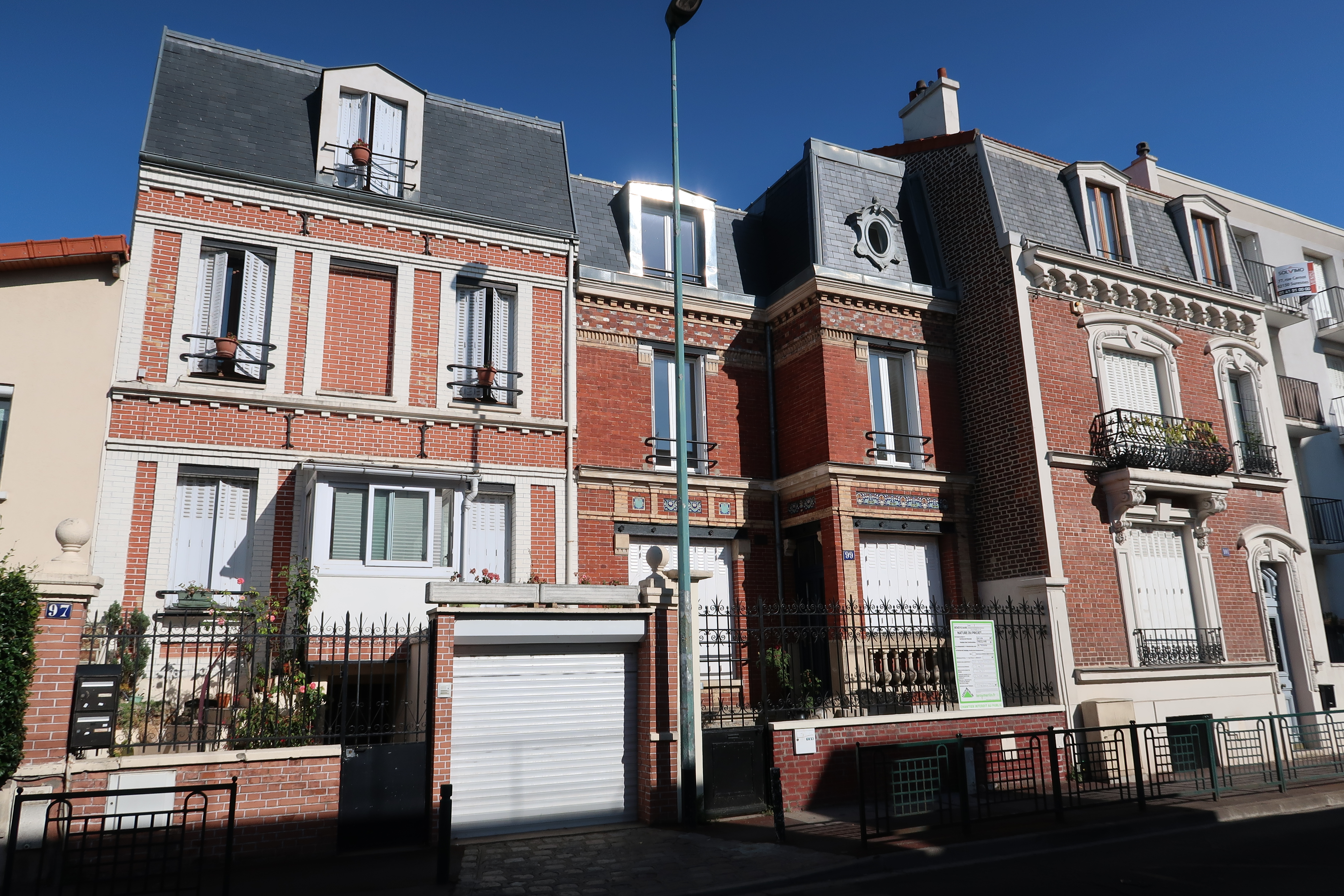
Maisons de la rue Carnot.

La rue Carnot commence à l'intersection de la rue du Mont-Valérien et de l'avenue Franklin-Roosevelt et se termine rue du Ratrait.
Elle croise la rue du Clos-des-Ermites, la rue de la Gauchère, la rue Perronet, la rue Honoré-d'Estienne-d'Orves, la rue Jean-Macé (anciennement rue du Cèdre), la rue des Velettes et l'allée Louis-Chevrolet.
Elle est desservie par la gare de Suresnes-Mont-Valérien, sur la ligne L du Transilien (réseau Paris-Saint-Lazare) et la ligne U (La Défense - La Verrière).

## Origine du nom
Cette rue rend hommage à l'homme politique Sadi Carnot (1837-1894), président de la République française de 1887 à 1894, assassiné dans ses fonctions.

## Historique

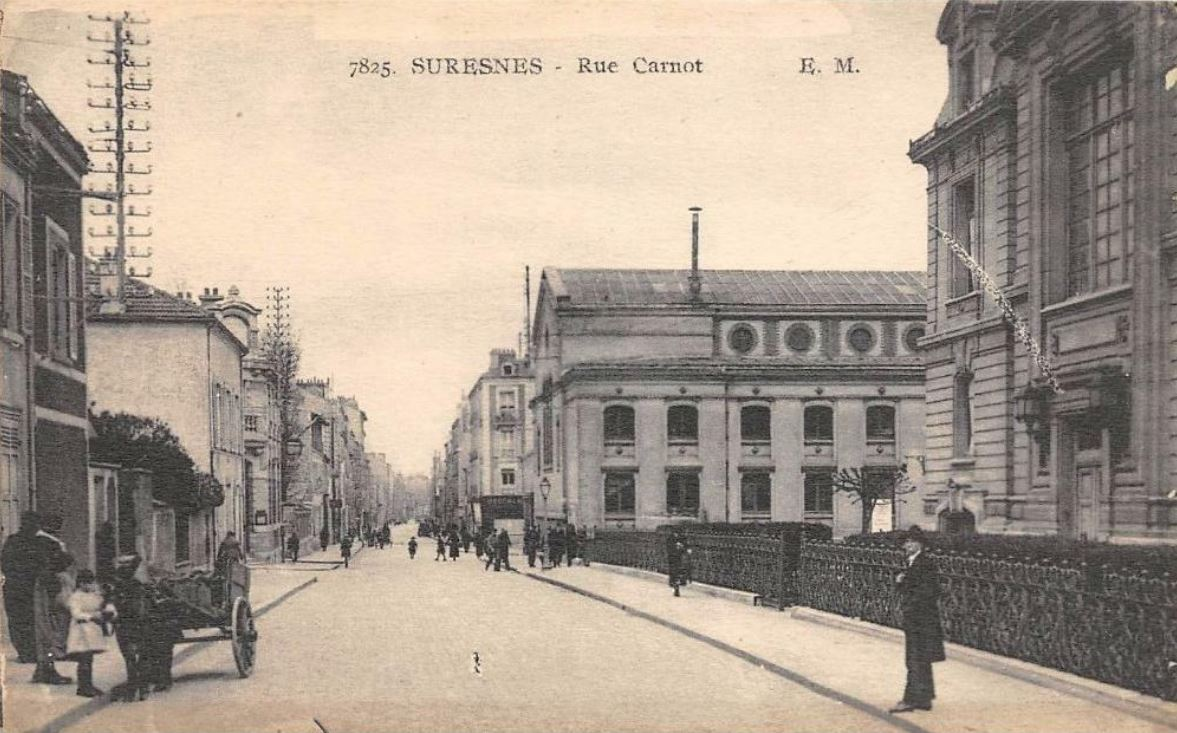
La rue Carnot sur une carte postale ancienne (mairie et salle des fêtes, sur la droite).

Rebaptisée en 1894 sous sa dénomination actuelle, la rue Carnot s'appelait depuis 1875 rue des Velettes. Auparavant, il s'agissait de plusieurs voies : la rue du Cimetière entre le croisement avec l'avenue Franklin-Roosevelt et celui avec la rue de la Gauchère, puis le chemin des Velettes dans son prolongement. Un de ces segments a également porté le nom de rue d'Helyot, en hommage au Suresnois qui finança la première rosière de la commune, dans les années 1770.
À la fin de l'Ancien régime, un segment de l'actuelle voie constituait la limite orientale du clos Cottin, puis « clos des Ermites », dont le contour était également marqué, dans le sens des aiguilles d'une montre, par les actuels avenue Franklin-Roosevelt, boulevard Washington et rue de la Gauchère. Les religieux du mont Valérien y cultivaient un potager et des arbres fruitiers. Le site est acquis en 1788 mais déclaré bien national à la Révolution. La rue voisine du Clos-des-Ermites conserve le souvenir de cette propriété éphémère.
Le 28 mai 1940, une plaque est apposée au croisement de la rue Carnot et de l'avenue Franklin-Roosevelt en l'honneur du président américain Franklin Delano Roosevelt ; elle mentionne : « Apôtre de l’humanité / Champion de la démocratie / Sauveur de la paix ». Cette plaque a depuis disparu.

## Bâtiments remarquables et lieux de mémoire
Institutionnels
- No 2 : hôtel de ville de Suresnes, construit par l'architecte Jean Bréasson en 1889[5],[6].
- No 3 bis : premier bureau du télégraphe et ancienne poste de Suresnes ; l'édifice est construit dans les années 1870[7]. Situé en face de la mairie, il accueille de nos jours les locaux de la police municipale[8].
- No 4 : salle des fêtes, réalisée par l'architecte Édouard Bauhain en 1897[9],[10].
- No 5 : cimetière Carnot, ouvert en 1810[11],[12].

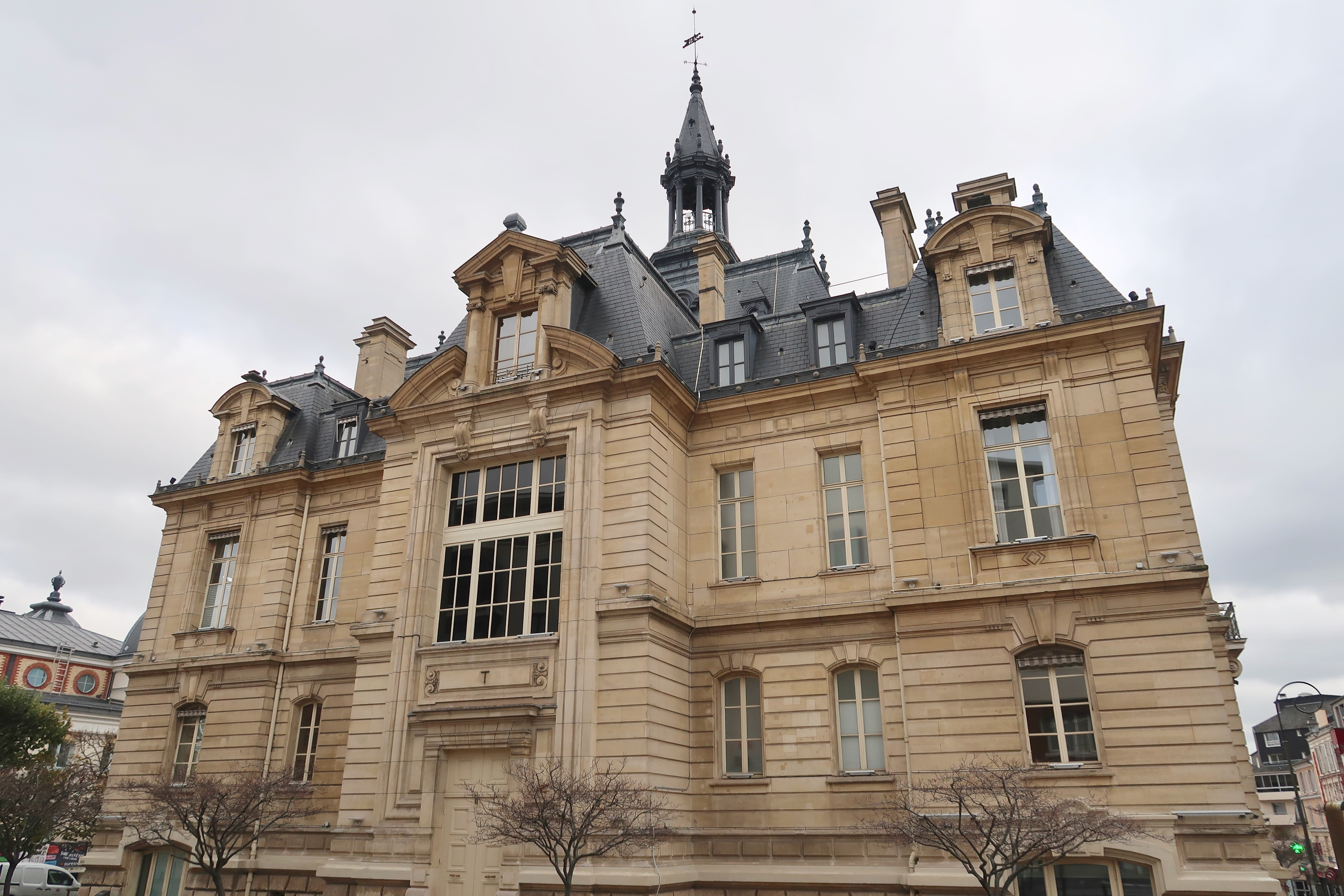
Mairie.
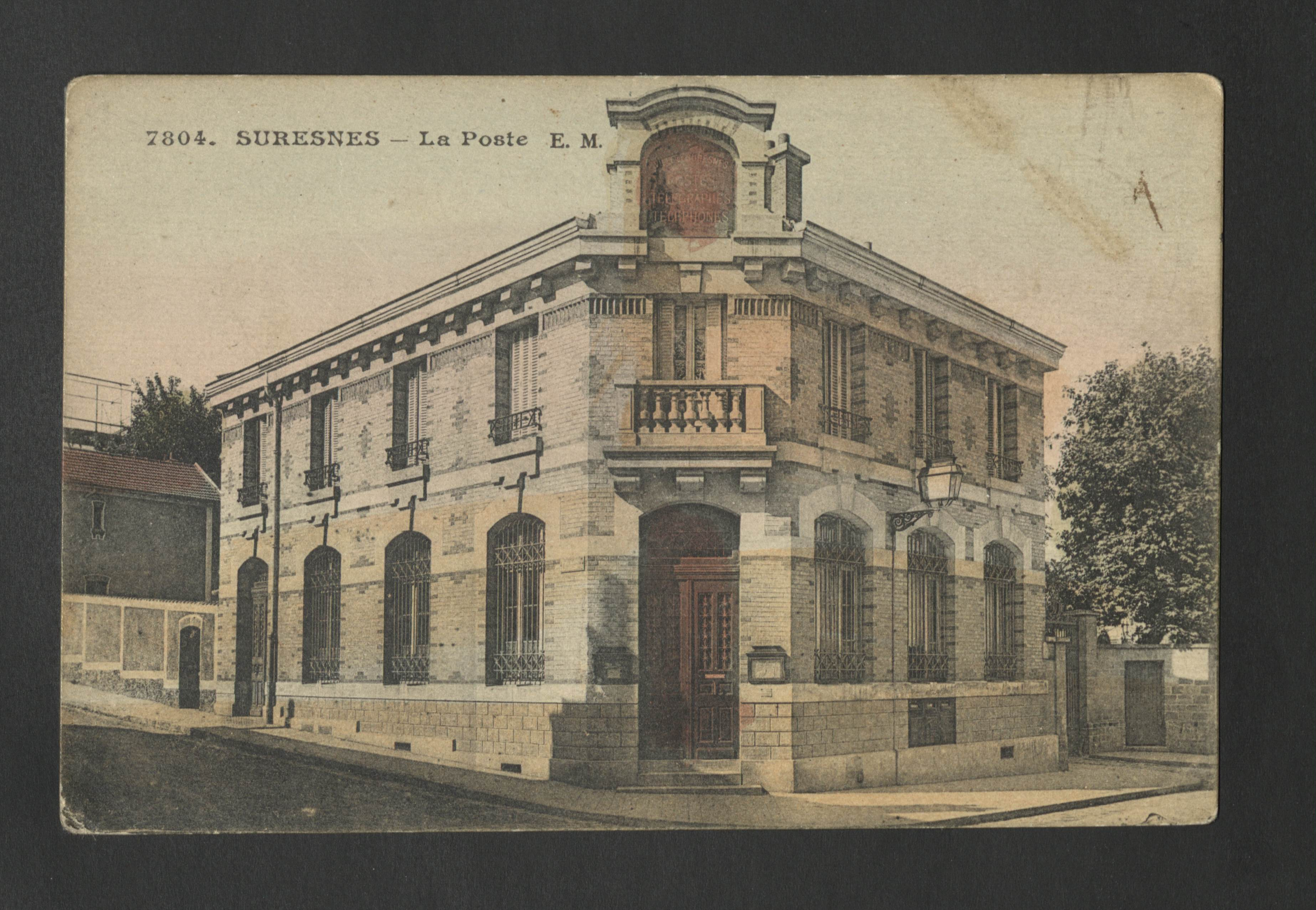
La poste sur une carte postale ancienne
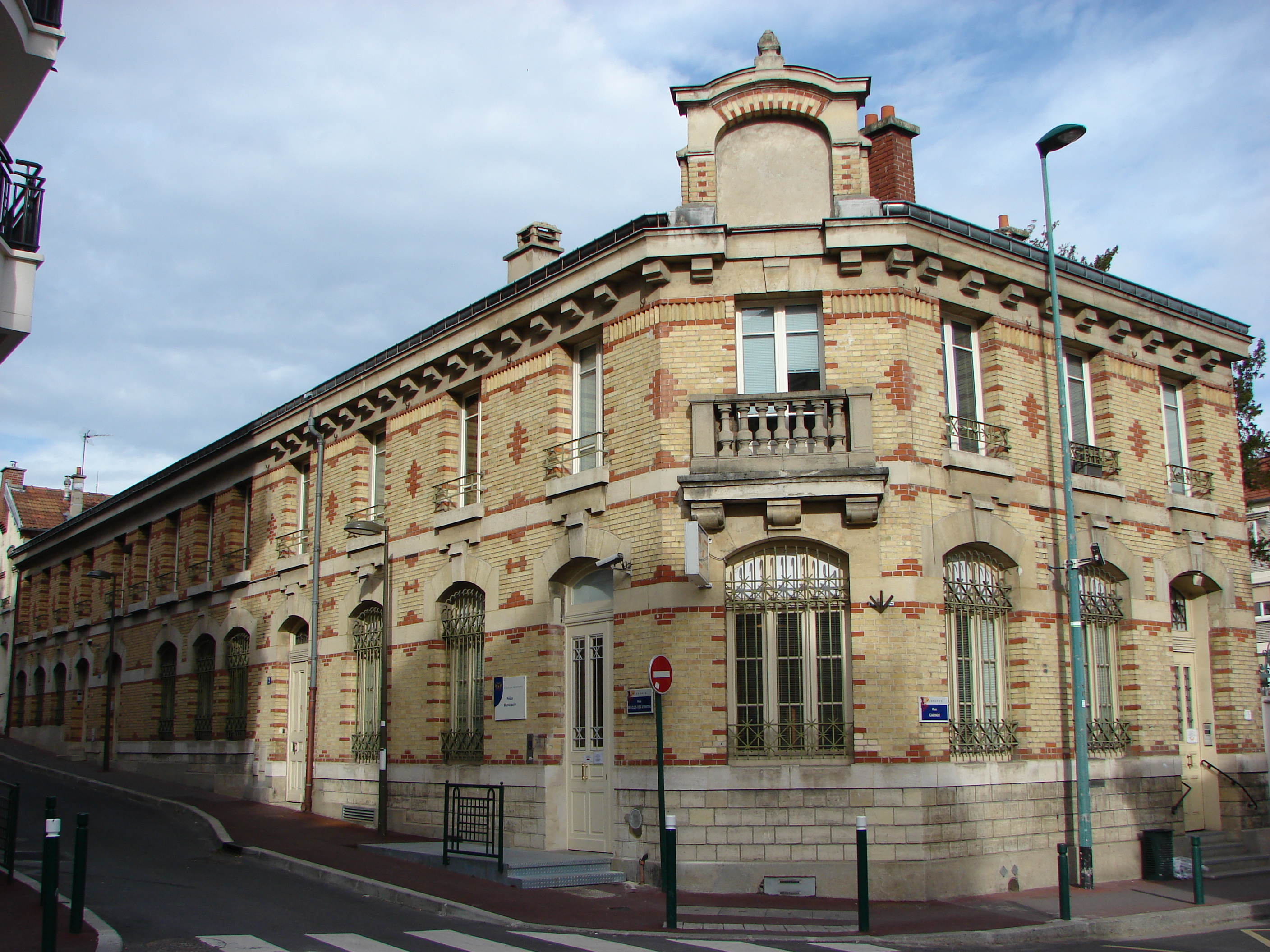
Le même bâtiment en 2011.

Entreprises

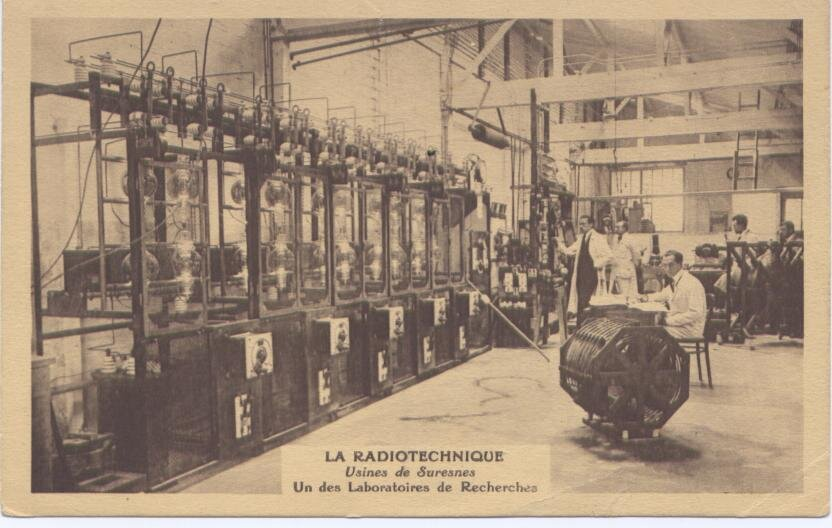
Usine de la Radiotechnique à Suresnes en 1937.

- No 1 : le cinéma « Kursaal du Val d'or » se trouvait à ce niveau[13].
- No 51 : en 1921 s'y installe la société Radiotechnique, qui participe à l'essor de la radio durant l'entre-deux-guerres. Elle compte 600 ouvriers en 1926, contre 27 initialement. Sous l'Occupation, l'entreprise est réquisitionnée par la Kriegsmarine ; son directeur rejoint la Résistance. En 1996, La Radiotechnique est absorbée par Philips[14],[15],[16]. Les bâtiments d'origine ont disparu, remplacés par des immeubles modernes.
- Quand Suresnes était une ville industrielle, la rue Carnot a aussi accueilli les locaux des entreprises de charpente Novas et de parfum Volnay[17], ainsi que le constructeur de moteurs Ydral.

Social et scolaire
- No 12 : centre médical municipal Raymond Burgos, construit en 1931. Maire de Suresnes au début du XXe siècle, Victor Diederich avait créé une crèche mais son successeur Henri Sellier estimait qu'elle relevait plutôt d'un « abattoir à enfants ». Il décide donc, lors du conseil municipal du 26 décembre 1924, la construction d'une nouvelle crèche et d'un dispensaire médical, validés par un décret du 28 février 1925. Les terrains de Mme Veuve Ducouré et de Mme Melin, situés près de la mairie, sont acquis, où est construit le dispensaire en juillet 1931, sur les plans de Maurey et Maroille. Il comprend des services de chirurgie, d'otorhinolaryngologie, d'ophtalmologie, de neuropsychiatrie ou encore de radiologie. Le bâtiment est entièrement recouvert d'émail. Venu de l'université Johns-Hopkins, le docteur Huze est chargé de son organisation.
Mort en 1931, l'industriel Alexandre Darracq lègue deux millions de francs à la commune de Suresnes, en mémoire de son épouse et de son fils. La somme doit être engagée pour financer la nouvelle crèche, dotée de 50-60 lits. Situé derrière le dispensaire, le long d'une rue prenant son nom, le bâtiment est surmonté d'une coupole favorisant la luminosité. Des pièces de ferronnerie représentent des dessins d’enfants. Henri Sellier y adjoint une pouponnière, la fondation Darracq étant chargée de son administration. L'historien de Suresnes René Sordes note que l'édification de ces bâtiments place la commune à l'avant-garde des politiques hygiénistes de l'époque : « Suresnes fut, et de loin, l'une des communes où la mortalité infantile et la mortalité par tuberculose étaient les plus basses »[18],[19],[20].
- No 47 : école publique Honoré-d'Estienne-d'Orves.
- No 78 : collège public Jean-Macé, au croisement avec la rue Jean-Macé (dans cette dernière, on peut encore lire sur la façade les anciennes inscriptions « école de fille » et « école de garçon »). Un emprunt de 410 000 francs est contracté pour financer le projet du nouveau groupe scolaire, nommé en hommage au pédagogue Jean Macé et réalisé par l'architecte Loiseau sur le terrain d'un maraîcher. Le ministère de l'Instruction publique accorde aussi un crédit de 57 000 francs à la municipalité. L'édifice est alors très moderne, comprenant le chauffage central, l'éclairage électrique, de grandes cuisines, des chasses d'eau automatiques, un système d'aération, un bon éclairage ou encore des plantes vertes. Octave Seron, premier directeur de l'école[Note 1], se réjouit ainsi : « Enfin une école qui ne ressemble pas à un couvent, un hôpital ou une prison ! ». Le nouvel établissement est inauguré le 18 octobre 1908 en présence du ministre René Viviani. Il comprend dès le départ des classes des deux sexes mais qui restent non-mixtes jusqu'en 1968. Les bâtiments sont rénovés en 2005. En 2008, le collège accueille 600 élèves[21],[22],[23]. À la rentrée de septembre 2022, le collège est renommé en hommage à Hubert Germain, dernier compagnon de la Libération, inhumé au mémorial du Mont-Valérien[24].
- No 86 : école élémentaire publique Berty-Albrecht.

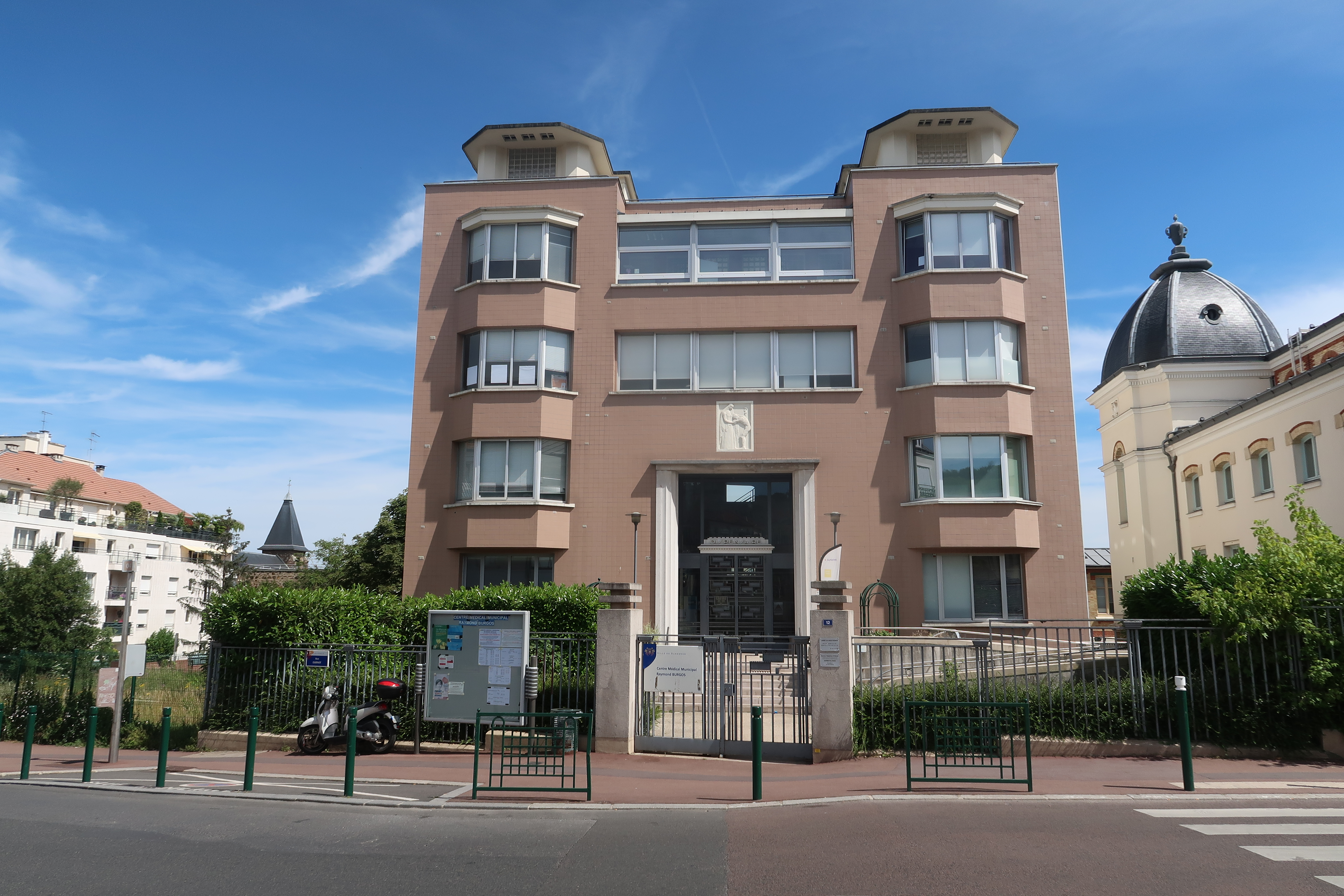
Centre médical Raymond-Burgos (et bout de façade de la salle des fêtes, sur la droite).
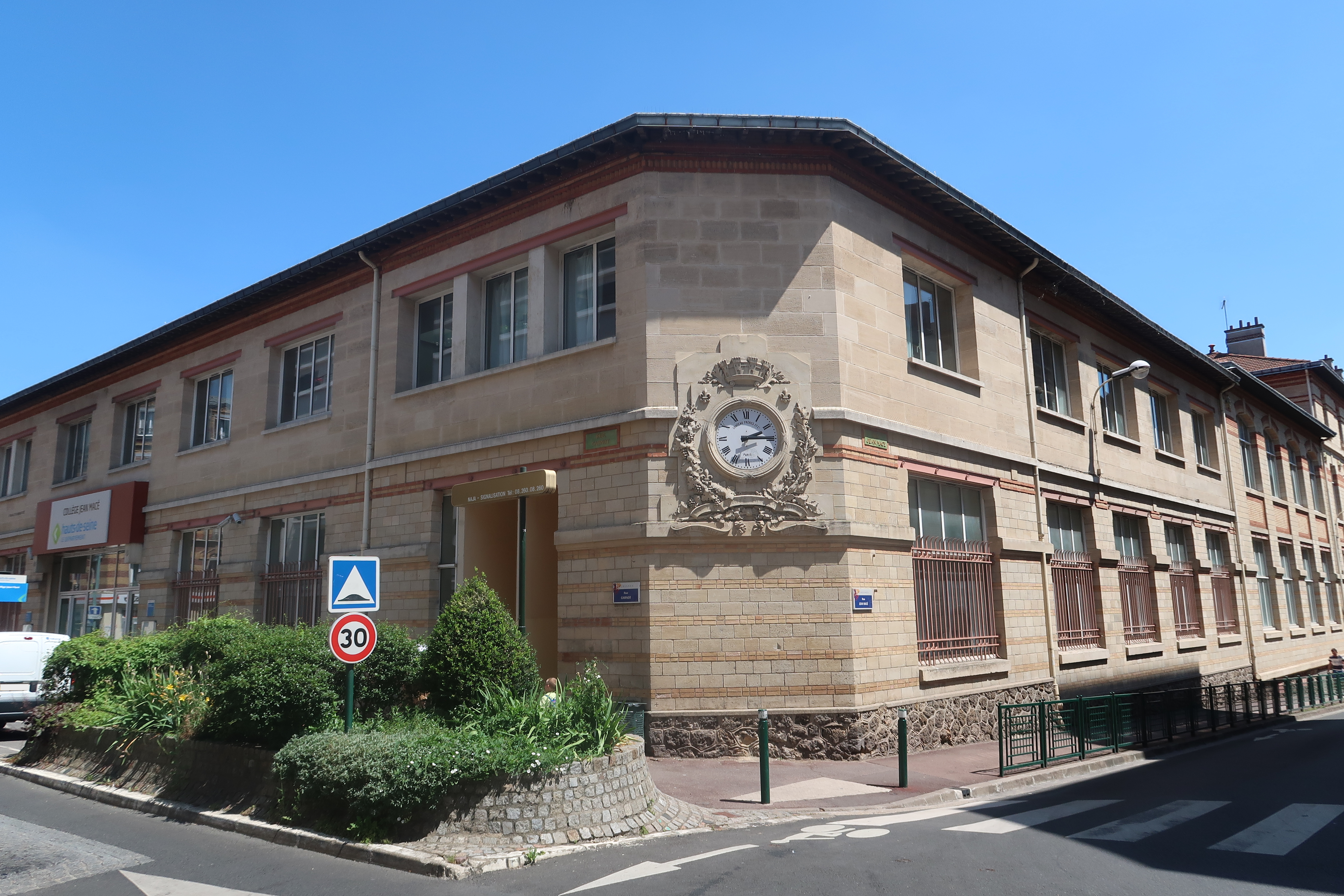
Collège Jean-Macé.
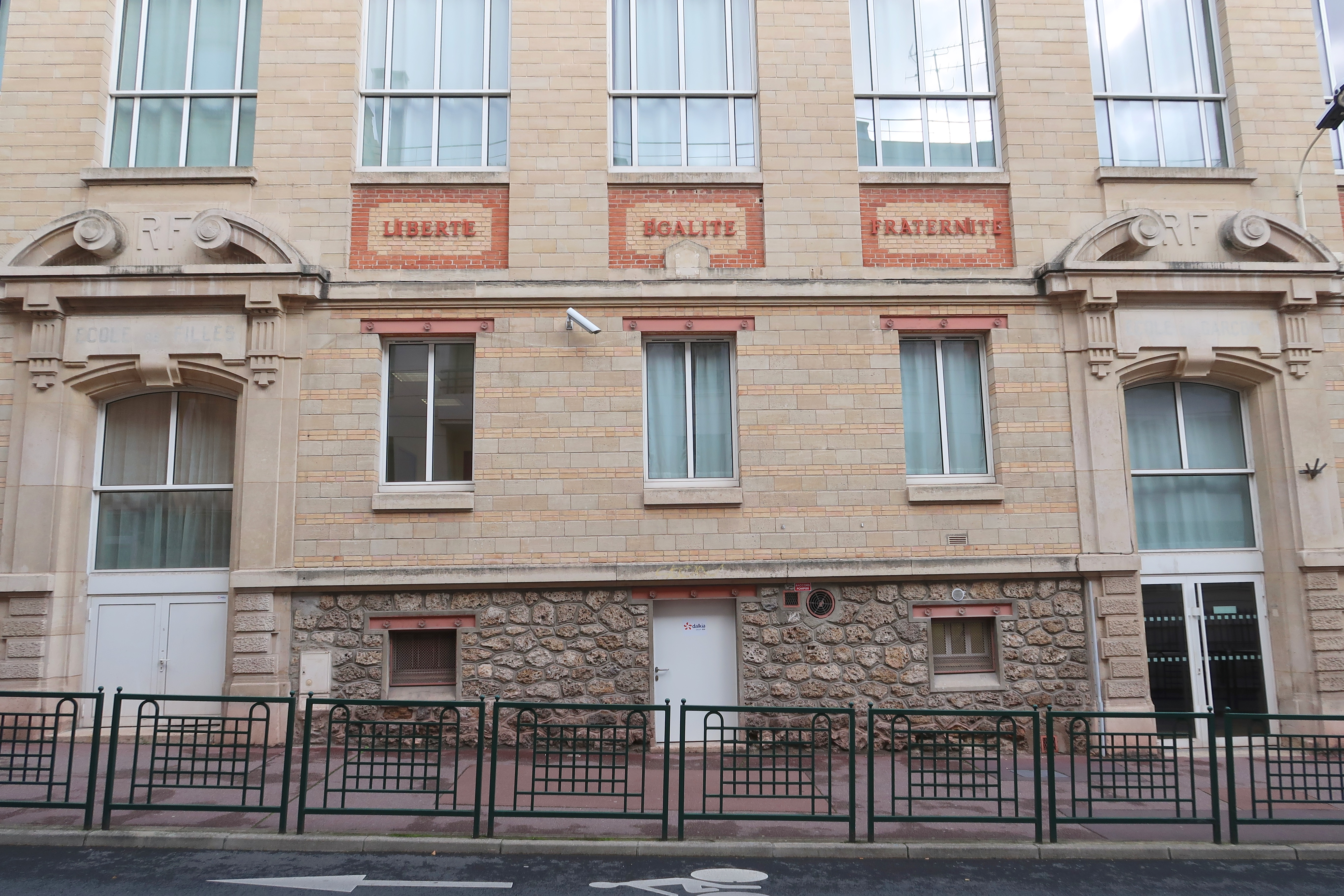
Détail de la façade de l'établissement rue Jean-Macé, au croisement avec la rue Carnot.